# Мельников, Михаил Яковлевич
Михаил Яковлевич Мельников (род. 16 марта 1946, Москва) — российский химик, специалист в области химической кинетики, физической химии, профессор, доктор химических наук, заведующий кафедрой химической кинетики Московского государственного университета.
Академик РАЕН, член международного общества ЭПР-спектроскопии, член Европейской фотохимической ассоциации, член специализированных ученых Советов, член экспертных Советов Российского фонда фундаментальных исследований и Фонда содействия развитию малых форм предприятий в научно-технической сфере.

## Биография
М. Я. Мельников родился 16 марта 1946 года в семье Екатерины Ивановны и Якова Иосифовича Мельниковых в Москве.
Учился в школе № 192 города Москвы. В соответствии с постановлением Пленума ЦК КПСС по химизации народного хозяйства (6-7 мая 1958 года) большому количеству школ придали химический профиль. Для школы № 192 реализацию этого решения обеспечивал находящийся рядом с ней Институт химической физики РАН, поэтому в школе были созданы профессиональные практикумы по физической и аналитической химии, организовано преподавание этих дисциплин. В первой половине 11 класса проводилась производственная практика, в ходе которой М. Я. Мельников в отделе В. И. Гольданского под руководством И. М. Баркалова занимался низкотемпературной полимеризацией формальдегида. Посещение разнообразных научных семинаров в институте во время практики расширило кругозор и усилило интерес М. Я. Мельникова к химической кинетике.
М. Я. Мельников был знаком с В. В. Воеводским как с отцом своей одноклассницы, Марианны Воеводской. Заинтересовавшись поступлением в Московский физико-технический институт, где В. В. Воеводский был деканом факультета молекулярной и химической физики, М. Я. Мельников в 11 классе параллельно учился в заочной физико-математической школе при МФТИ, что в дальнейшем помогло при поступлении на химический факультет Московского государственного университета.
Во время обучения на химическом факультете по рекомендации В. В. Воеводского распределился на кафедру химической кинетики к Наталье Владимировне Фок в 1966 году, где выполнил дипломную работу. Окончил химический факультет в 1969 году с отличием.
После окончания университета остался работать на кафедре химической кинетики, пройдя путь от младшего научного сотрудника до заведующего кафедрой. Большую роль в его становлении и научной деятельности сыграл Н. М. Эмануэль, до 1984 года работавший заместителем заведующего кафедрой. В 1973 году защитил кандидатскую диссертацию «Исследование прямого и сенсибилизированного фотолиза алифатических альдегидов и кетонов при 77К», в 1984 году защитил докторскую диссертацию «Механизм и кинетика фоторадикальных процессов в твёрдой фазе». Профессор с 1992 года.

## Научная деятельность
М. Я. Мельниковым создана химия электронно-возбужденных радикалов и ион-радикалов; исследованы фоторадикальные цепные реакции и фоторадикальное старение полимеров, позволившее прогнозировать их поведение в экстремальных условиях; обнаружен новый тип структурной реорганизации, повышающий эффективность разделения зарядов в координационных соединениях, созданы каскадные системы для направленного переноса электрона, люминесцентные метки для исследования процессов в живых клетках и тканях; развит метод матричной стабилизации интермедиатов на активированной поверхности твердых тел для решения различных задач физической химии; созданы новые методы скрининга биологической активности, контроля биоэквивалентности, новые ветеринарные препараты; развита и апробирована в диагностике инфекций и эпизотологическом мониторинге технология «сухих пятен крови», созданы новые иммунологические и иммунохроматографические тест-системы, развиты методы синтеза новых мультицентровых реагентов на основе донорно-акцепторных циклопропанов.

### Научные труды
- Мельников М. Я., Смирнов В. А. «Фотохимия органических радикалов», М., изд-во МГУ, 1994, 384 с.
- Mel’nikov M. Ya., Smirnov V. A. «Handbook of Photochemistry of Organic Radicals: Absorption and Emission Properties, Mechanisms, Aging», Begell HouseInc., N-Y., 1996, 355 p.
- Razskazovskii Yu. V., Mel’nikov M. Ya. in «S-sentered Radicals», Willey & Sons, 1999, 225—244.
- Практическая химическая кинетика (под ред. М. Я. Мельникова), 2006, изд-во Московского университета, С.-Петербургского университета, ISBN 5-211-05233-1/5-288-04155-5, 592 с.
- Экспериментальные методы химии высоких энергий (под ред. М. Я. Мельникова), 2009, изд-во Московского университета, ISBN 978-5-211-05561-2, 824 с.
- Шимановский Н. Л., Епинетов М. А., Мельников М. Я. Молекулярная и нанофармакология, 2010, М., Физматлит, 624 с.
- Высокореакционные интермедиаты (под ред. М. П. Егорова, М. Я. Мельникова), 2014, М., Красанд, 400 с.
- Синтез и функциональные свойства гибридных наноформ биоактивных и лекарственных веществ (под ред. М. Я. Мельникова, Л. И. Трахтенберга), 2019, Техносфера Москва, ISBN 978-5-94836-561-9, 384 с.

## Почести и награды
- 2001 — почетное звание «Заслуженный научный сотрудник Московского университета».
- 2003 — Ломоносовская премия Московского университета.
- 2007 — медаль «Памяти академика Н. М. Эмануэля» РАН и МГУ имени М. В. Ломоносова за достижения в области химической и биохимической физики.
- 2008 — почетное звание «Заслуженный деятель науки РФ»[9].
- 2012 — премия Правительства РФ в области образования[10].
- 2020 -   "Почетный работник науки и высоких технологий Российской Федерации"
- 2024 — Медаль ордена «За заслуги перед Отечеством» II степени[11].

## Семья
Отец, Яков Иосифович Мельников, (1913—1972) закончил школу ФЗУ (фабрично-заводского ученичества), где познакомился с будущей женой. Работал начальником цеха, начальником производства, во время Великой отечественной войны парторгом ЦК на одном из уральских оборонных заводов, трудовую деятельность закончил директором крупного предприятия. Награждён орденами СССР.
Мать, Екатерина Ивановна Бурова, (1913—2013), после окончания ФЗУ работала на производстве, занималась воспитанием детей и уходом за родителями, Иваном Андреевичем и Марией Васильевной Буровыми. Иван Андреевич, член ВКПБ с 1917 года, после Гражданской войны некоторое время работал вместе с Н. К. Крупской.
Брат, Леонид Яковлевич Мельников (1936—2004), закончил школу с золотой медалью, был принят в Московский авиационный институт, всю жизнь проработал в одной организации, пройдя путь от инженера до генерального конструктора. Удостоен почетного звания «Заслуженный конструктор РФ» и Государственных премий СССР и РФ, премии Правительства РФ. Являлся одним из крупнейших филателистов СССР, первым российским экспонентом Чемпионского класса Всемирных филателистических выставок, членом международной ассоциации филателистических экспертов и комиссии Всемирных филателистических выставок по борьбе с фальсификатами.
Жена, Ольга Леонидовна Мельникова, в девичестве Орешкова, (1946—2013), была его одноклассницей. Закончила институт тонкой химической технологии (МИТХТ), кандидат химических наук (1975 г.), работала в НИИ резиновой промышленности, занимаясь гарантийными сроками старения спецматериалов, затем перешла на работу в Научно-методический совет по охране памятников культуры при Министерстве культуры СССР.
Сын, Сергей Михайлович Мельников (род. 1971), закончил химический факультет МГУ, специализировался в области химии высокомолекулярных соединений, после защиты диплома в 1993 году был командирован в Японию, где выполнил диссертационное исследование, защищенное в Японии на степень доктора философии и в РФ. Работал в университетах и компаниях различных стран (Швеция, Нидерланды, США, Германия и др.). Гражданин Нидерландов, в настоящий момент времени работает в Объединённых Арабских Эмиратах. Разведен, имеет двух детей.